# Костюнинская (Митюковский сельсовет)
Костюнинская — деревня в Вожегодском районе Вологодской области.
Входит в состав Митюковского сельского поселения, с точки зрения административно-территориального деления — в Митюковский сельсовет.
Расстояние по автодороге до районного центра Вожеги — 72 км, до центра муниципального образования Сосновицы — 4 км. Ближайшие населённые пункты — Поповка, Васильевская, Тимошинская.
По переписи 2002 года население — 83 человека (37 мужчин, 46 женщин). Всё население — русские.